# Yangguang
Yangguang (kinesiska: 阳光, 阳光乡) är en socken i Kina. Den ligger i provinsen Shanxi, i den norra delen av landet, omkring 310 kilometer sydväst om provinshuvudstaden Taiyuan.
Genomsnittlig årsnederbörd är 660 millimeter. Den regnigaste månaden är juli, med i genomsnitt 163 mm nederbörd, och den torraste är december, med 1 mm nederbörd.